# 開化絵
開化絵（かいかえ）とは、明治時代に描かれた浮世絵の様式のひとつ。

## 概要
明治以降、日本は東京を中心として文明開化に明け暮れたが、その事象や風俗が浮世絵に取り上げられるようになった。従来からの江戸時代の事物や風俗ではない建造物や催し物、また人々の洋装などで、これらを描いた浮世絵のことを開化絵という。毒々しい鉱物性のアニリン赤を使用したため、赤絵ともいわれる。
たとえば築地ホテル館、第一国立銀行といった洋風建築、当時の官庁、工場、銀座のレンガ通りや、浅草橋、万代橋、江戸橋といった石橋や木橋、あるいは鉄橋、蒸気機関車、駅、鉄道馬車、人力車、自転車、蒸気船、風船気球、郵便電信、ガス灯、電灯、各種の博覧会を筆頭に、洋服、シャッポ、こうもり傘、時計、ランプ、マッチ、写真、ミシン、牛鍋、新聞、祭礼、競馬や曲馬のような催し物のほか、改良演劇などで、このような目まぐるしいほどの文明開化の文物の他に、政治家の肖像や、自由民権運動に関連した錦絵も描かれている。また、しばしばこの時期に行幸や行啓のあった天皇・皇后・皇族なども、作品の対象となった。なかでも楊洲周延が明治28年（1895年）に描いた「千代田之大奥」シリーズに見られる源氏絵といわれるような官女の出る宮廷絵もある。
精力的に開化絵を描いた絵師は三代歌川広重で、明治初期における東京名勝、諸国の名所やその風俗画を残した。その他に歌川芳虎、落合芳幾、歌川芳藤、歌川芳春、小林清親、井上安治、小倉柳村、上方では、大坂の長谷川貞信、二代長谷川貞信、京都の野村芳圀などが多数の開化絵を描いている。